# Jovan Dučić
Œuvres principales
- Villes et Chimères (1930)
- Le Trésor du tsar Radovan (1932)

Compléments
- Membre de l'Académie royale de Serbie (1931)

Jovan Dučić (en serbe cyrillique : Јован Дучић ; né le 5 février 1871 à Trebinje et mort le 7 avril 1943 à Gary) est un diplomate et un écrivain serbe. Il a été membre de l'Académie royale de Serbie.

## Biographie

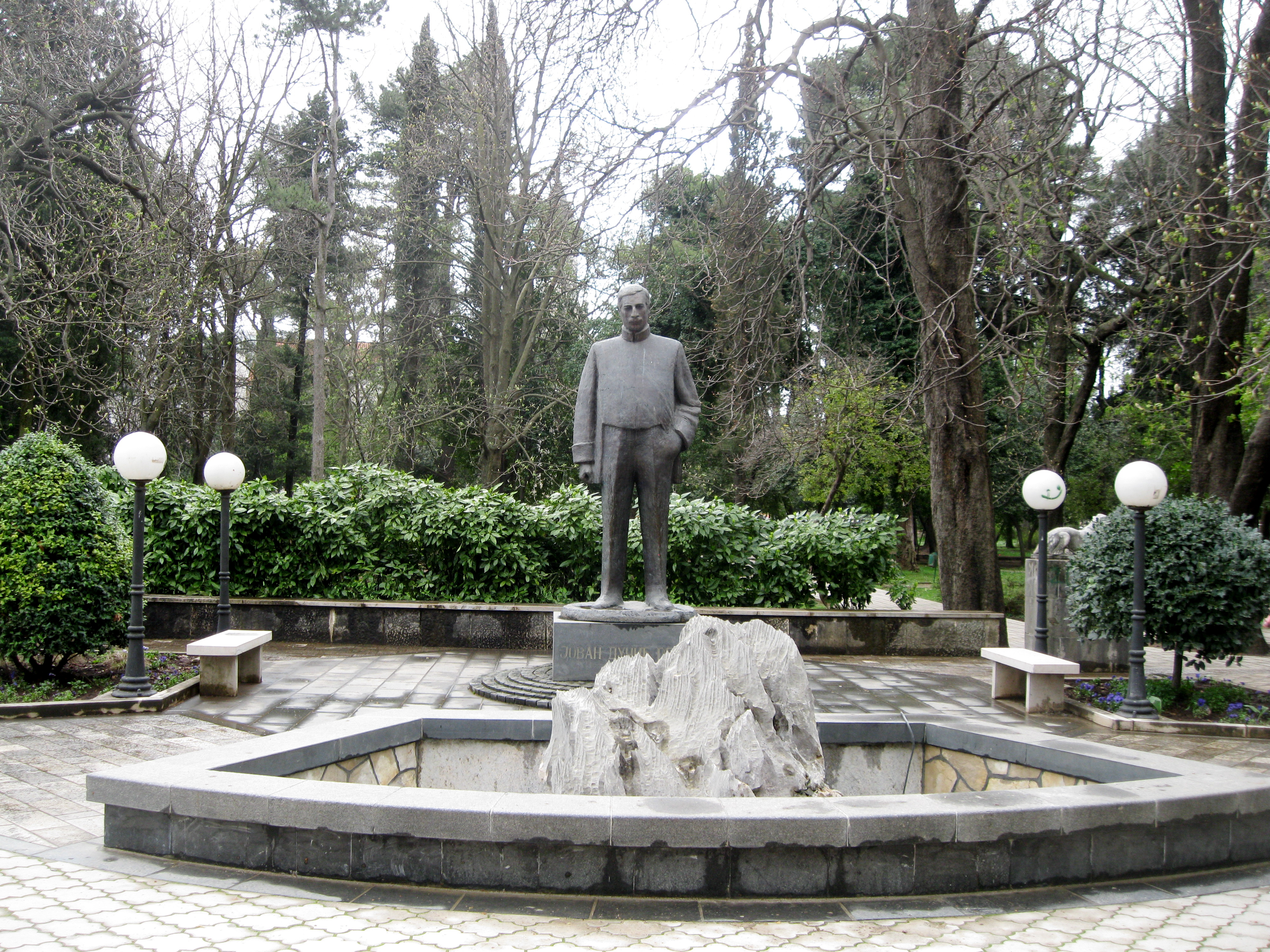
Statue de Jovan Dučić à Trebinje.

Jovan Dučić est né à Trebinje en Bosnie-Herzégovine, où il termine ses études élémentaires. Son père, Andreja, était un commerçant tué dans le soulèvement de l'Herzégovine en 1875. Il a vécu avec sa mère et sa sœur Milena, ainsi qu'avec deux enfants issus d'un premier mariage.
Après le déménagement de la famille à Mostar, Jovan Dučić devient apprenti commerçant chez son demi-frère ; à cette époque, Mostar ne possédant pas de lycée, il continue ses études à Sarajevo et à Sombor, et, en 1893, il devient maitre d’école puis professeur. Il enseigne à Bijeljina, où il rencontre lors d'un bal à l'hôtel « Drina » une étudiante qui finit ses études, Magdalena Nikolić. Il habite un certain temps avec elle.
Jovan Dučić est arrêté par les autorités de la ville et expulsé en mai 1894 à cause des poèmes patriotiques Otadzbina  (Ne trza te užas b’jede, nit’ te trza užas rana/Mirno spavaš, mila majko, teškim sankom uspavana) et Oj Bosno.
Il enseigne à l’école religieuse du monastère de Žitomislić avant de retourner à Mostar, où il fonde, avec Aleksa Šantić, le magazine littéraire Zora. Il participe également à l'organisation Gusle.
En 1899, il reprend des études à la faculté de lettres de Genève et va y résider à la rue De Candolle, 32.
Sa carrière diplomatique commence en 1907, avec un poste au ministère des Affaires étrangères. Il est élu membre extérieur de l’Académie royale de Serbie et il en devient un membre permanent en 1931. Il exerce des fonctions de représentation diplomatiques à Istanbul, Sofia, Athènes, Le Caire, Rome et Madrid et, en 1937, il devient ambassadeur du royaume de Yougoslavie à Bucarest.
En 1941, Dučić s'exile aux États-Unis, à la suite de l’invasion et de l’occupation de la Yougoslavie par les nazis ; il y rejoint son cousin Mihajlo qui habitait dans la ville de Gary. Il dirige alors l'association des membres de la diaspora serbe fondée par Mihajlo Pupin en 1914.
Il écrit des poèmes, des livres d’histoire et des articles de journaux en serbe ; il proteste contre les massacres des Serbes par le régime pro-nazi des oustachis croates et s'attire le mécontentement de certains Yougoslaves qui lui reprochent son idée d'une Grande Serbie, position qui attire également sur lui l'attention du gouvernement américain et de la CIA.
Jovan Dučić est mort le 7 avril 1943 et il a été enterré au monastère orthodoxe serbe de Saint-Sava à Libertyville dans l'Illinois.  Dans son testament, il avait exprimé le souhait d'être enterré dans sa ville natale de Trebinje, vœu finalement réalisé le 22 octobre 2000, quand il a été inhumé dans l'église du monastère de Hercegovačka Gračanica.

## Œuvres
- Poèmes, Livre 1, magazine littéraire Zora (Le Matin), Mostar, 1901.
- Poèmes, La Zadruga littéraire, Imprimerie XVII, Livre 113, Belgrade, 1908.
- Poèmes en prose, Les légendes bleues, écrit à Genève en 1905, publié à Belgrade en 1908.
- Poèmes (Imprimrie Davidovic), Belgrade, 1908.
- Poèmes, édition S.B.Cvijanovic, Belgrade, 1911
- Œuvres complètes, Livre I-V. Bibliothèque des écrivains modernes de Yougoslavie, Belgrade, L’entreprise éditoriale Éducation Nationale (Narodna prosveta) (1929-1930).
  - Livre I : Poèmes sur le soleil (Pesme o Suncu), 1929.
  - Livre II : Poèmes sur l'amour et la mort (Pesme o ljubavi i smrti) 1929.
  - Livre III : Les Sonnets impériaux (Carski Soneti) 1930.
  - Livre IV : Les Légendes bleues (Plave legende) 1930.
  - Livre V : Les Villes et les Chimères (Gradovie u himeri) 1930.
- Livre VI : Le Trésor du roi Radovan : Le Livre sur soleil (Blago cara Radovana : Knjiga o suncu), Belgrade, édité par l'écrivain, 1932.
- Les Villes et les Chimères (Lettres de voyages), La zadruga littéraire serbe, Edition XLII, livre 294. Belgrade, 1940.
- Fédéralisme ou centralisme : La vérité sur les questions litigieuses en Yougoslavie, Comité central pour la défense du Peuple serbe aux USA, Chicago, 1942.
- Idéologie yougoslave : La vérité sur l’idée yougoslave, Comité central pour la défense du Peuple serbe aux USA, Chicago, 1942.
- Paroles, édité par l'écrivain, Pittsburg, 1943.
- Œuvres complètes, livre X : Un diplomate serbe à la cour de Pierre le Grand et de Catherine I – Sava Vladislavić – Raguzinsky, Pittsburg, 1943.
- Œuvres complètes, livre VII-IX. Morceaux choisis par J. Đonović et Petar Bubreško. Comité central pour la défense du Peuple serbe aux USA, Chicago, 1951.
- Œuvres complètes (sous la direction de Meša Selimović et Živorad Stojković), Svjetlost, Sarajevo, 1989.
- Œuvres complètes (sous la direction de Meša Selimović et Živorad Stojković), BIGZ, svjetlost, Belgrade-Sarajevo, 1989.

## Prix Jovan Dučić
Le prix Jovan Dučić est décerné pendant Les soirées de Dučić (Дучићеве вечери) à Trebinje.
En 2007, le prix a été décerné par la neuvième fois et attribué à Djordje Slaboje.
En 2008, le prix a été attribué à Strahinja Zivko, pour Zapamcenja. L'ouvrage évoque les victimes de souffrances serbes. À propos de son livre, Strahinja Zivak affirme : « Ces livres n'existent pas pour qu'on pleure sur eux, mais pour voir plus loin qu’on voit d’habitude, pour que notre histoire du XXe siècle offre des messages et lignes directrices pour l'avenir ». Lors de la même soirée a également eu lieu une exposition réalisée par la première colonie d’art Klinje-Gacko 2008.